# Battlefield Vietnam
 (avril 2011).
Si vous disposez d'ouvrages ou d'articles de référence ou si vous connaissez des sites web de qualité traitant du thème abordé ici, merci de compléter l'article en donnant les références utiles à sa vérifiabilité et en les liant à la section « Notes et références ».
Pour les articles homonymes, voir BFV.
Battlefield Vietnam (BFV) est un jeu vidéo de tir à la première personne avec pour thème la guerre du Viêt Nam. Le jeu est développé par le studio DICE et édité par Electronic Arts en 2004.
En 2005 sort Battlefield Viêt Nam: Redux, une nouvelle version du jeu incluant les mises à jour 1.01, 1.02, 1.1, et 1.2, qui comprennent de nouveaux véhicules, cartes, ainsi qu'un mod ayant pour thème la Seconde Guerre mondiale.

## Synopsis
Dans le jeu, deux camps se font face : les États-Unis/Sud-Viêt Nam et le Nord-Viêt Nam/Việt Cộng. Le matériel est, à l'instar des cartes de jeu (Bataille de Huế, Bataille de Ia Drang, Piste Hô Chi Minh, Bataille de Khe Sanh, Chute de Saïgon…), une fidèle reproduction de l'époque[réf. nécessaire].

## Musique
Une des grandes qualités du jeu Battlefield Viêt Nam est de proposer au joueur, lorsque celui-ci est le pilote d'un véhicule, une playlist composée de 16 chansons qui ajoutent beaucoup à l'ambiance du jeu, comme une véritable bande originale. Toutes sont historiquement correctes et la plupart figuraient dans des films connus sur la guerre du Viêt Nam :
- Fortunate Son - Creedence Clearwater Revival (Musique de l'intro - film Forrest Gump)
- War - Edwin Starr, 1970
- Nowhere to Run - Martha Reeves and the Vandellas (film Good Morning, Vietnam)
- Wild Thing - The Troggs, 1966
- Get Ready - Rare Earth, 1970
- On the Road Again - Canned Heat, 1968
- Shakin' All Over - The Guess Who, 1965
- Psychotic Reaction - Count Five, 1966
- Hush - Deep Purple, 1967
- All Day and All of the Night (Live : One for the road) - The Kinks, 1964
- You Really Got Me (Live : One for the road) - The Kinks, 1964
- The Letter - The Box Tops
- White Rabbit - Jefferson Airplane (Musique du menu, remixée - film Platoon)
- Somebody to Love - Jefferson Airplane, 1967 - film  Las Vegas Parano)
- I Fought the Law - Bobby Fuller Four
- Ride of the Valkyries - Richard Wagner (film Apocalypse Now)
- Surfin' Bird - The Trashmen (film Full Metal Jacket)